# MUB báze

Příklad tří bází v dvourozměrném prostoru, z nichž báze B1 a B2 jsou vzájemně MUB, zatímco vektory báze B3 nemají stejný překryv s vektory báze B1 či B2 a tak do souboru MUB bází nepatří.

MUB báze (z anglického Mutually Unbiased Bases) je v kvantové mechanice označení pro množinu bází daného Hilbertova prostoru, kde má každý vektor jedné báze stejný překryv se všemi vektory bází ostatních a to v následujícím smyslu: Máme-li konečněrozměrný komplexní Hilbertův prostor o dimenzi {\displaystyle d}, jsou dvě jeho ortonormální báze {\displaystyle X=\{|x_{j}\rangle \}_{j}} a {\displaystyle Y=\{|y_{j}\rangle \}_{j}} MUB bázemi, splňují-li jejich vektory následující podmínku:
{\displaystyle |\langle x_{i}|y_{j}\rangle |^{2}=K}
pro všechny hodnoty indexů {\displaystyle i,j\in \{1,\ldots ,d\}}, kde {\displaystyle K} je konstanta, jejíž hodnota zní {\displaystyle K=1/d}. Pokud množinu tvoří více než dvě báze, musí tyto podmínky platit pro kterékoliv dvě vybrané báze z této množiny. Splňují-li dvě či více bází výše uvedenou podmínku, říkáme, že jsou tyto vůči sobě MUB.
Anglické označení mutually unbiased bases lze velmi neuměle přeložit jako vzájemně nestranné báze či vzájemně nezkreslené báze, čímž se odkazuje na následující skutečnost: Uvažme jistý fyzikální systém, jehož kvantový stav je představován některým z vektorů jedné báze a vystavme systém projektivnímu měření v bázi druhé. Je-li stav systému popsán vektorem {\displaystyle |x_{i}\rangle }, je pravděpodobnost naměření vektoru {\displaystyle |y_{j}\rangle } podle Bornova pravidla rovna {\displaystyle p=|\langle x_{i}|y_{j}\rangle |^{2}}, což je z definičních podmínek MUB bází rovno konstantě {\displaystyle K}. Tato konstanta je však nezávislá jak na konkrétní volbě vektoru {\displaystyle |x_{i}\rangle } tak na vektoru {\displaystyle |y_{j}\rangle } a naměřený výsledek tak nepřináší žádnou informaci o tom, v jakém stavu se systém před měřením nacházel. Jinými slovy, měření vektoru {\displaystyle |x_{i}\rangle } v bázi {\displaystyle \{|y_{j}\rangle \}_{j}} nepřináší vůbec žádnou novou informaci. V tomto smyslu jsou báze {\displaystyle X=\{|x_{j}\rangle \}_{j}} a {\displaystyle Y=\{|y_{j}\rangle \}_{j}} vzájemně nezkreslené.
Pro tuto uvedenou vlastnost nacházejí MUB báze uplatnění například v kvantové kryptografii, kde neznalost báze, ve které je nosič informace připraven, znemožňuje změřit stav tohoto nosiče a tím i získat přenášenou informaci. Další aplikační oblastí je kvantová tomografie, kde měření fyzikálního systému v MUB bázích umožňuje získat veškerou informaci o stavu systému s nejmenší statistickou chybou. Počet a tvar možných MUB bází daného vektorového prostoru se liší v závislosti na dimenzi tohoto prostoru. Velkou pozornost přitom poutají sady MUB bází s největším možným počtem bází pro danou dimenzi. Dosud byly nalezeny sady s maximálním počtem MUB bází jen pro prostory, jejichž dimenze je rovna prvočíslu anebo celočíselné mocnině prvočísla. Obecné řešení nebylo dosud (rok 2022) nalezeno a zůstává předmětem aktivního výzkumu. Nalezení maximálního počtu MUB bází či dokázání jejich neexistence je jedním z otevřených problémů teoretické fyziky.
Na obrázku vpravo nahoře jsou zobrazeny tři různé báze dvourozměrného (reálného) vektorového prostoru. Báze B2 (vínově zbarvené vektory) je vůči B1 (černé vektory) natočena tak, že oba její vektory mají stejně veliký překryv s oběma vektory báze B1 (popř. až na znaménko). Jinými slovy, souřadnice vektorů báze B2 vyjádřené v soustavě zadané bází B1 mají stejnou absolutní hodnotu. Naproti tomu báze B3 (oranžové vektory) je natočena vůči B1 tak, že její vektory mají různý překryv s vektory báze B1. Báze B1 a B3 tak netvoří množinu MUB bází, zatímco báze B1 a B2 ano.

## Historie
Prvním, kdo studoval MUB báze, ač tehdy ještě ne pod tímto názvem, byl v roce 1960 Julian Schwinger ve svém článku Unitary operator bases, kde mimo jiné ukázal, že vlastní vektory vícerozměrných X a Z Pauliho operátorů tvoří dvě MUB báze a že z těchto operátorů zkonstruované Heisenbergovy-Weylovy operátory tvoří ortonormální bázi unitárních operátorů pro danou dimenzi. Na jeho práci v roce 1987 navázal Karl Kraus, který studoval MUB báze v kontextu komplementárních proměnných a relací neurčitosti. Krausova pozorování byla poté dále rozvedena a vztah MUB bází a entropických relací neurčitosti není dosud zcela vyjasněn.
V roce 1981 I. Ivanovič prezentoval techniku umožňující ze znalosti výsledků měření v MUB bázích zrekonstruovat původní kvantový stav daného systému. V tomtéž článku pak autor podal i explicitní tvar těchto bází pro Hilbertovy prostory, jejichž dimenze je rovna prvočíslu. Ivanovičův postup zobecnili v roce 1988 William Wootters a Brian Fields na dimenze, jež jsou rovny mocnině prvočísla, a zavedli pojem "mutually unbiased bases". Titíž autoři současně ukázali, že rekonstrukce kvantových stavů pomocí MUB bází je optimální v tom smyslu, že odpovídající statistická chyba je v takovémto případě minimální. Techniky rekonstrukce založené na MUB bázích byly dále zobecněny na rekonstrukci kvantových procesů.
V roce 1983 byl opublikován článek Stephena Wiesnera s názvem Conjugate coding, ve kterém jsou MUB báze využity pro neodposlouchávatelný přenos informace. Tento článek se stal odrazovým můstkem pro celé odvětví nyní zvané kvantová kryptografie. Wiesnerovy myšlenky jsou od té doby dále rozpracovávány a analyzovány z pohledu bezpečnosti přenosu i míry přenesené informace, viz např. .
I přes značnou snahu není ani k roku 2022 jasné, kolik MUB bází pro obecnou dimenzi existuje, natož pak jejich tvar. Jedná se o dimenze, jež nelze vyjádřit jako mocninu prvočísla, přičemž nejmenší takovou dimenzí je číslo šest. Tato dimenze byla předmětem intenzivního studia a numerické simulace zatím naznačují, že více než tři MUB báze v dimenzi rovné šesti neexistují.

## Dvourozměrný prostor
Tvar MUB bází a jejich použití lze dobře ilustrovat v dvourozměrném  Hilbertově prostoru, jenž je pro svou jednoduchost také hojně používaný v různých aplikacích a teoretických odvozeních. Za standardní ortonormální bázi lze v tomto prostoru zvolit vektory {\displaystyle |0\rangle } a {\displaystyle |1\rangle }. Velmi častá volba MUB bází pro dvourozměrný prostor je pak následujícího tvaru:
|          | Báze 1                                            | Báze 2                                                                                | Báze 3                                                                                 |
| -------- | ------------------------------------------------- | ------------------------------------------------------------------------------------- | -------------------------------------------------------------------------------------- |
| Vektor 1 | {\displaystyle \|x_{1}^{(1)}\rangle =\|0\rangle } | {\displaystyle \|x_{1}^{(2)}\rangle ={\frac {1}{\sqrt {2}}}(\|0\rangle +\|1\rangle )} | {\displaystyle \|x_{1}^{(3)}\rangle ={\frac {1}{\sqrt {2}}}(\|0\rangle +i\|1\rangle )} |
| Vektor 2 | {\displaystyle \|x_{2}^{(1)}\rangle =\|1\rangle } | {\displaystyle \|x_{2}^{(2)}\rangle ={\frac {1}{\sqrt {2}}}(\|0\rangle -\|1\rangle )} | {\displaystyle \|x_{2}^{(3)}\rangle ={\frac {1}{\sqrt {2}}}(\|0\rangle -i\|1\rangle )} |

Lze se snadno přesvědčit, že takto zadané vektory nejen že tvoří ortonormální báze, ale tyto báze jsou skutečně vůči sobě MUB. V dvourozměrném prostoru navíc nelze sestrojit sadu více než tří MUB bází a výše uvedený příklad je tak již v tomto ohledu maximální.
V reálném světě lze vektory {\displaystyle |0\rangle } a {\displaystyle |1\rangle } ztotožnit například s horizontální {\displaystyle H} a vertikální {\displaystyle V} polarizací fotonu. V takovém případě je druhá MUB báze tvořena diagonální {\displaystyle D} a anti-diagonální {\displaystyle A} polarizací. Třetí MUB báze se pak skládá z pravo- {\displaystyle R} a levotočité {\displaystyle L} polarizace. Pokud místo fotonu uvažujeme spin elektronu, tak vektory {\displaystyle |0\rangle } a {\displaystyle |1\rangle } můžeme ztotožnit po řadě se spinem nahoru a dolů (přesněji vzato, s vlastní bází Pauliho operátoru {\displaystyle \sigma _{Z}}). Druhá báze pak odpovídá spinu mířícímu vlevo či vpravo (to jest, vlastní bázi Pauliho operátoru {\displaystyle \sigma _{X}}) a konečně báze třetí pak obsahuje vektory představující spin mířící dopředu či dozadu (vlastní bázi Pauliho operátoru {\displaystyle \sigma _{Y}}). 

Množinu všech čistých dvourozměrných stavů lze znázornit jako Blochovu sféru a ortonormální bázi jako dvě šipky, mířící přesně v opačných směrech. Zvolíme-li standardní bázi jako bázi tvořenou vektory a, zbarvené modře, lze za další dvě MUB báze zvolit báze, červené vektory, a, zelené vektory.

Polarizace fotonu i spin elektronu odpovídají dvourozměrným kvantovým systémům. Změření těchto systémů ve třech výše uvedených MUB bázích umožňuje zrekonstruovat jejich kvantový stav s použitím Blochovy reprezentace. Každý dvourozměrný čistý kvantový stav lze vyjádřit jako bod na Blochově sféře, vyobrazené vpravo. Každou z výše zmíněných MUB bází pak lze znázornit na této sféře jako dvě protilehlé šipky jisté barvy — konkrétně standardní báze (horizontální/vertikální polarizace či spin nahoru/dolů) odpovídá modré, druhá MUB báze (diagonální/antidiagonální polarizace či spin vlevo/vpravo) odpovídá červené a konečně třetí MUB báze (pravotočivá/levotočivá polarizace či spin dopředu/dozadu) odpovídá zelené barvě.
Ve dvourozměrném prostoru je snadné nalézt všechny sady tří MUB bází přímým výpočtem, bez nutnosti využití pokročilejšího matematického aparátu nezbytného ve vyšších dimenzích. Ukazuje se, že až na globální fázi mají vektory těchto bází následující obecný tvar, kde {\displaystyle \omega =\exp(i\varphi )} pro nějaké reálné číslo {\displaystyle \varphi } a kde kety {\displaystyle |0\rangle } a {\displaystyle |1\rangle } představují standardní bázi daného prostoru:
|          | Báze 1                                            | Báze 2                                                                                       | Báze 3                                                                                        |
| -------- | ------------------------------------------------- | -------------------------------------------------------------------------------------------- | --------------------------------------------------------------------------------------------- |
| Vektor 1 | {\displaystyle \|x_{1}^{(1)}\rangle =\|0\rangle } | {\displaystyle \|x_{1}^{(2)}\rangle ={\frac {1}{\sqrt {2}}}(\|0\rangle +\omega \|1\rangle )} | {\displaystyle \|x_{1}^{(3)}\rangle ={\frac {1}{\sqrt {2}}}(\|0\rangle +i\omega \|1\rangle )} |
| Vektor 2 | {\displaystyle \|x_{2}^{(1)}\rangle =\|1\rangle } | {\displaystyle \|x_{2}^{(2)}\rangle ={\frac {1}{\sqrt {2}}}(\|0\rangle -\omega \|1\rangle )} | {\displaystyle \|x_{2}^{(3)}\rangle ={\frac {1}{\sqrt {2}}}(\|0\rangle -i\omega \|1\rangle )} |

Geometricky lze tyto báze znázornit na Blochově sféře podobně jako na obrázku vpravo, kde nyní fáze {\displaystyle \varphi } v čísle {\displaystyle \omega } udává natočení červené a zelené báze kolem báze modré, která splývá se svislou {\displaystyle z}-ovou osou a zůstává neměnná.
Pokud bychom si za standardní, to jest modrou, bázi zvolili nějaké jiné dva ortonormální vektory, obdrželi bychom podobné chování. A sice, fáze {\displaystyle \varphi } by vyjadřovala natočení červené a zelené báze kolem báze modré, která už ovšem nesměřuje podél {\displaystyle z}-ové osy. Všechny tři báze by ale v každém případě byly stále MUB — MUB vlastnost totiž souvisí čistě se vzájemnými vztahy mezi bázemi, ne na jejich absolutním natočení v prostoru. Protože se současným natočením všech bází jejich vzájemné vztahy nemění, lze vždy bez újmy na obecnosti první bázi zafixovat tak, aby byl její tvar co nejjednodušší, jak jsme provedli výše. Tato nezávislost na natočení je důsledkem unitární invariance zmíněné níže v oddíle "Unitární invariance".

## Matematické vlastnosti

### Hodnota konstanty
Základní podmínkou pro to, aby dvě báze v prostoru o dimenzi {\displaystyle d} byly MUB bázemi, je, aby byla velikost překryvu všech vektorů totožná a tedy {\displaystyle |\langle x_{i}|y_{j}\rangle |^{2}=K} pro jistou konstantu {\displaystyle K}. Hodnotu této konstanty lze určit následovně. Vektory {\displaystyle \{|x_{j}\rangle \}_{j}} tvoří ortonormální bázi a pro daný vektor {\displaystyle |y_{j}\rangle } tedy platí Parsevalova rovnost: {\displaystyle {\textstyle \sum _{i=0}^{d-1}}|\langle x_{i}|y_{j}\rangle |^{2}=\langle y_{j}|y_{j}\rangle }. Vektor {\displaystyle |y_{j}\rangle } je normalizovaný a tak je pravá strana rovnice rovna jedničce. Levá strana se zjednodušší na {\displaystyle {\textstyle \sum _{i=0}^{d-1}}K=dK}, z čehož plyne {\displaystyle K=1/d}. Fyzikálněji motivované vysvětlení může znít tak, že výraz {\displaystyle |\langle x_{i}|y_{j}\rangle |^{2}} udává dle Bornova pravidla pravděpodobnost {\displaystyle p_{j}} naměření vektoru {\displaystyle |y_{j}\rangle }, je-li měřený systém ve stavu {\displaystyle |x_{i}\rangle }. Ať už je výsledek měření jakýkoli, je jisté, že nějaký výsledek obdržíme. Pravděpodobnost toho, že obdržíme nějaký výsledek, je tedy rovna jedné. Současně je tato pravděpodobnost rovna součtu {\displaystyle {\textstyle \sum _{i=0}^{d-1}}p_{j}}, odkud tedy {\displaystyle {\textstyle \sum _{i=0}^{d-1}}p_{j}=1}. Z definice MUB bází je každá dílčí pravděpodobnost {\displaystyle p_{j}} rovna konstantě {\displaystyle K} a odtud už podobně jako při důkazu výše nutně plyne, že {\displaystyle {\textstyle \sum _{i=0}^{d-1}}K=dK=1}.

### Unitární invariance
Volba MUB bází není jednoznačná — unitární rotací všech bází současně se jejich vzájemný vztah zachovává. Uvažme dvě ortonormální báze {\displaystyle \{|x_{j}\rangle \}_{j}} a {\displaystyle \{|y_{k}\rangle \}_{k}}, které jsou vzájemně MUB. Unitární operace zachovávají ortonormalitu a tak sady vektorů {\displaystyle \{U|x_{j}\rangle \}_{j}} a {\displaystyle \{U|y_{k}\rangle \}_{k}}, kde {\displaystyle U} je unitární operátor, opět tvoří dvě ortonormální báze. Pro jejich překryv dále platí:
{\displaystyle |\langle x_{j}|U^{\dagger }U|y_{k}\rangle |^{2}=|\langle x_{j}|y_{k}\rangle |^{2}={\frac {1}{d}},}
kde první rovnost plyne z unitarity, to jest {\displaystyle U^{\dagger }U=\mathrm {I} }, a druhá rovnost plyne z předpokladů, že původní báze jsou MUB. Jak lze tedy snadno nahlédnout, i báze {\displaystyle \{U|x_{j}\rangle \}_{j}} a {\displaystyle \{U|y_{k}\rangle \}_{k}} jsou vůči sobě MUB.
Když se hovoří o tom, že v daném prostoru existuje {\displaystyle m} MUB bází, je tím míněno, že lze v daném prostoru sestrojit sadu ortonormálních bází, které jsou vůči sobě MUB, jejichž počet je přitom {\displaystyle m}. Z této sady lze však sestrojit nekonečně mnoho jiných sad {\displaystyle m} MUB bází čistě tím, že na každý vektor uplatníme nějakou unitární operaci {\displaystyle U}. Vzhledem k této unitární invarianci lze vždy za první bázi zvolit bázi standardní. Touto volbou již nelze využít unitární invariance a tvar dalších MUB bází je již značně omezen MUB podmínkami. I s tímto ukotvením však lze i tak v některých dimenzích nalézt vícero neekvivalentních sad MUB bází.

### Maticové vyjádření
Vztahy pro vektory MUB bází lze přepsat do formy matic, potažmo lineárních operátorů. Máme-li dvě ortonormální báze {\displaystyle \{|x_{i}\rangle \}_{i}} a {\displaystyle \{|y_{j}\rangle \}_{j}} v {\displaystyle d}-rozměrném prostoru, lze ke každému vektoru přiřadit projektor na tento vektor tak, že {\displaystyle P_{i}=|x_{i}\rangle \langle x_{i}|} a {\displaystyle Q_{j}=|y_{j}\rangle \langle y_{j}|}. Tyto dvě báze jsou pak vzájemně MUB, pokud odpovídající projektory splňují následující rovnici:
{\displaystyle \mathrm {Tr} (P_{i}Q_{j})={\frac {1}{d}},}
kde {\displaystyle \mathrm {Tr} } označuje stopu matice. Kvůli ortonormalitě báze {\displaystyle \{|x_{i}\rangle \}_{i}} musí přitom sada operátorů {\displaystyle \{P_{i}\}_{i}} být tvořena ortogonálními projektory a totéž platí pro bázi {\displaystyle \{|y_{j}\rangle \}_{j}} a projektory {\displaystyle \{Q_{j}\}_{j}}.
Jiný způsob, jak se dívat na MUB báze je využitím unitárních operátorů. Z každé ortonormální báze lze vytvořit unitární matici tak, že z jednotlivých vektorů utvoříme řádky matice. Je-li tedy {\displaystyle (x_{i})_{k}} {\displaystyle k}-tá složka {\displaystyle i}-tého vektoru báze, je matice {\displaystyle U} tvaru {\displaystyle U_{ik}=(x_{i})_{k}}. Unitarita plyne z ortonormality. Máme-li poté dvě unitární matice {\displaystyle U_{x}} a {\displaystyle U_{y}}, lze podmínku MUB vlastnosti přepsat do tvaru:
{\displaystyle |M_{jk}|^{2}={\frac {1}{d}},\quad {\text{kde}}\quad M=U_{x}\cdot U_{y}^{\dagger }.}
Součin dvou unitárních matic je opět unitární matice a tak výše uvedená podmínka znamená, že všechny prvky unitární matice {\displaystyle M} musejí mít absolutní hodnotu rovnou {\displaystyle 1/{\sqrt {d}}}. Jinými slovy, prvky takové matice musejí být tvaru:
{\displaystyle M_{jk}={\frac {1}{\sqrt {d}}}\exp \left(i\varphi _{jk}\right)}
pro jistá reálná čísla {\displaystyle \varphi _{jk}}. Matice {\displaystyle M} je tak obecně tvaru {\displaystyle \textstyle M={\frac {1}{\sqrt {d}}}H}, kde {\displaystyle H} je jistá komplexní Hadamardova matice.

### Počet MUB bází
V prostoru dimenze {\displaystyle d} může být nanejvýš {\displaystyle d+1} MUB bází (viz též poznámku v oddíle "Unitární invariance"). S použitím Weylových grup lze ukázat, že v každé dimenzi lze zkonstruovat alespoň tři MUB báze. Lze dále dokázat následující vztah, který udává spodní a horní mez pro počet MUB bází {\displaystyle N} v dané dimenzi {\displaystyle d}:
{\displaystyle p_{1}^{n_{1}}+1\leq N\leq d+1,}
kde {\displaystyle d=p_{1}^{n_{1}}p_{2}^{n_{2}}\ldots p_{k}^{n_{k}}} je prvočíselný rozklad čísla {\displaystyle d}, kde jsou navíc jednotlivé členy seřazeny tak, aby platilo {\displaystyle p_{1}^{n_{1}}<p_{2}^{n_{2}}<\ldots <p_{k}^{n_{k}}}. Z tohoto vztahu je vidět, že v každé dimenzi lze sestrojit alespoň tři MUB báze (viz též sekci "Konstrukce pro konečné dimenze").
Všechny výsledky zmiňované v tomto článku se vztahují ke komplexním Hilbertovým prostorům, ne reálným. V případě reálných Hilbertových prostorů je existence MUB bází v obecné dimenzi též stále otevřenou otázkou. Oproti komplexnímu případu lze ale v mnoha případech ukázat, že sady MUB bází buď vůbec neexistují nebo je jich jenom velmi malý počet. Například ve trojrozměrném reálném Hilbertově prostoru neexistuje ani jeden pár MUB bází.

## Konstrukce bází

### Dvojice MUB bází
Ke každé ortonormální bázi v daném prostoru vždy existuje alespoň jedna báze, vůči níž je MUB. V následujícím je představen obecný postup, jak tuto druhou bázi nalézt. Mějme zadánu jistou ortonormální bázi {\displaystyle \{|x_{j}\rangle \}_{j}} {\displaystyle d}-rozměrného Hilbertova prostoru. Libovolný vektor z tohoto prostoru tak lze vyjádřit jako lineární kombinaci vektorů této báze. Především tak lze vyjádřit i každý vektor z nějaké další báze {\displaystyle \{|y_{k}\rangle \}_{k}} téhož prostoru. Existují tedy koeficienty {\displaystyle \alpha _{jk}} tak, že platí {\displaystyle |y_{k}\rangle ={\textstyle \sum _{j=0}^{d-1}}\alpha _{jk}|x_{j}\rangle }, přičemž {\displaystyle \alpha _{jk}=\langle x_{j}|y_{k}\rangle }. Dosazením tohoto výrazu do definičního vzorce MUB bází dostáváme {\displaystyle |\alpha _{jk}|^{2}=1/d}, z čehož je patrno, že absolutní hodnota komplexního čísla {\displaystyle \alpha _{jk}} je rovna {\displaystyle 1/{\sqrt {d}}}, zatímco jeho fáze je zcela libovolná a určená reálným číslem {\displaystyle \varphi _{jk}}. To jest, {\displaystyle \alpha _{jk}=(1/{\sqrt {d}})\exp(i\varphi _{jk})}. Při zpětném dosazení tohoto tvaru koeficientů do původní lineární kombinace obdržíme 
{\displaystyle |y_{k}\rangle ={\frac {1}{\sqrt {d}}}\sum _{j=0}^{d-1}\exp \left(i\varphi _{jk}\right)|x_{j}\rangle .}
Navíc musí nadále platit, že vektory {\displaystyle |y_{k}\rangle } jsou ortonormální. Z výše uvedeného tvaru plyne: {\displaystyle \langle y_{m}|y_{k}\rangle =(1/d){\textstyle \sum _{j,l=0}^{d-1}}\exp \left(i(\varphi _{jk}-\varphi _{lm})\right)\langle x_{l}|x_{j}\rangle =(1/d){\textstyle \sum _{j=0}^{d-1}}\exp \left(i(\varphi _{jk}-\varphi _{jm})\right)}. Lze snadno ověřit, že pro {\displaystyle m=k} se tento vzorec redukuje do {\displaystyle \langle y_{k}|y_{k}\rangle =1} a vektory jsou tak vskutku jednotkové. Kvůli ortogonalitě musí být vzorec pro {\displaystyle m\neq k} roven nule, čehož lze docílit vícero způsoby. Jedním takovým je volba {\displaystyle \varphi _{jk}=2\pi jk/d}, pro niž je báze {\displaystyle \{|y_{j}\rangle \}_{j}} určená diskrétní Fourierovou transformací báze {\displaystyle \{|x_{j}\rangle \}_{j}}. Výsledné vektory jsou pak určeny vzorcem:
{\displaystyle |y_{k}\rangle ={\frac {1}{\sqrt {d}}}\sum _{j=0}^{d-1}\exp \left({\frac {2\pi i}{d}}jk\right)|x_{j}\rangle .}
Ke každé zadané bázi {\displaystyle \{|x_{j}\rangle \}_{j}} tak lze vždy sestrojit alespoň jednu další bázi {\displaystyle \{|y_{j}\rangle \}_{j}}, která je s ní MUB. Reálná čísla {\displaystyle \varphi _{jk}} v konstrukci výše přitom musí vyhovovat podmínce plynoucí z ortogonality vektorů {\displaystyle \{|y_{j}\rangle \}_{j}}. Pokud bychom chtěli tímto způsobem pokračovat a nalézt větší počet bází, musí být tyto nové báze MUB nejen vůči bázi {\displaystyle \{|x_{j}\rangle \}_{j}}, ale i mezi sebou, což nakládá na tvar fází {\displaystyle \varphi _{jk}} dodatečné netriviální podmínky. Jsou to tyto dodatečné podmínky, které velmi komplikují nalezení obecného postupu pro konstrukci MUB bází a vynucují si použití pokročilého matematického aparátu.

### Konstrukce pro konečné dimenze
Konstrukce sad MUB bází velkou měrou závisí na jejich zamýšleném počtu a dimenzi odpovídajícího prostoru. Je-li naším cílem sestrojit sadu pouze dvou MUB bází, nabízí se nejrůznější možnosti. Jak plyne z diskuze v předchozí sekci lze druhou bázi v kterékoliv dimenzi vytvořit aplikací diskrétní Fourierovy transformace na vektory báze první. V každé dimenzi lze též sestrojit sadu tří MUB bází a to například tak, že za báze vezmeme po řadě vlastní vektory operátorů {\displaystyle X}, {\displaystyle Z} a {\displaystyle XZ} definovaných v oddíle "Konstrukce pomocí Pauliho operátorů". Pokud však chceme v daném prostoru nalézt soubor většího počtu MUB bází, je nutno použít sofistikovanějších metod. V prostoru dimenze {\displaystyle d} může existovat nanejvýš {\displaystyle d+1} bází, viz patřičný oddíl "Počet MUB bází". Velkou pozornost tak vzbuzují konstrukce maximálních sad o {\displaystyle d+1} MUB bázích, jejichž neúplný výčet je podán v samostatné sekci "Konstrukce maximálních sad" níže.
Pro prostory, jejichž dimenze je prvočíslo nebo mocnina prvočísla, byly objeveny konstrukce umožňující takovou sadu sestrojit. Pro nejmenší dimenze pokrývají tyto konstrukce následující čísla: {\displaystyle 2,3,4=2^{2},5,7,8=2^{3},9=3^{2},11,\ldots } Jak vidno, pro čísla menší než deset existuje jedna dimenze, konkrétně {\displaystyle d=6}, pro níž nelze stávající konstrukce použít. Tato dimenze tak byla podrobena zatím největšímu zájmu výzkumníků. Ačkoli lze v každé dimenzi najít MUB báze alespoň tři, není jasné, zda v {\displaystyle d=6} existuje sada čtyř či více takových bází. Numerické simulace naznačují, že maximální sada MUB bází v této dimenzi neexistuje. Obecně není konstrukce a dokonce ani samotná existence maximálního počtu MUB bází v prostorech, jejichž dimenze není rovna mocnině prvočísla, známá.

### Konstrukce pomocí tenzorových součinů
V případě konečněrozměrných Hilbertových prostorů lze použít následující techniku, kde je pro konstrukci neúplných sad MUB bází použito znalosti MUB bází z prostorů o nižších dimenzích. Předpokládejme, že máme dva Hilbertovy prostory {\displaystyle X} a {\displaystyle Y} o dimenzích {\displaystyle d_{X}} a {\displaystyle d_{Y}} s tím, že v prvním i druhém jsme nezávisle sestrojili sadu {\displaystyle m} MUB bází, přičemž tato sada nemusí být maximální, to jest {\displaystyle m\leq d_{X}+1} a {\displaystyle m\leq d_{Y}+1}. Uvažme nyní tenzorový součin těchto dvou prostorů {\displaystyle X\otimes Y} a zkoumejme, jak sestrojit MUB sadu bází v tomto větším prostoru.
Jak lze snadno nahlédnout, sada tvořená tenzorovými součiny bází představuje sadu {\displaystyle m} MUB bází v prostoru {\displaystyle X\otimes Y}: Nechť {\displaystyle {\mathcal {X}}_{0}=\{|x_{j}^{(0)}\rangle \}_{j}} je první MUB báze v prostoru {\displaystyle X}, {\displaystyle {\mathcal {X}}_{1}=\{|x_{j}^{(1)}\rangle \}_{j}} je druhá MUB báze atd. a podobně nechť {\displaystyle {\mathcal {Y}}_{0}=\{|y_{j}^{(0)}\rangle \}_{j}}, {\displaystyle {\mathcal {Y}}_{1}=\{|y_{j}^{(1)}\rangle \}_{j}}, {\displaystyle \ldots }, {\displaystyle {\mathcal {Y}}_{m-1}=\{|y_{j}^{(m-1)}\rangle \}_{j}} jsou MUB báze v prostoru {\displaystyle Y}. Uvažme nyní sadu bází {\displaystyle \{{\mathcal {Z}}_{r}\}_{r}}, kde je každá báze tvaru {\displaystyle {\mathcal {Z}}_{r}=\{|z_{j,k}^{(r)}\rangle \}_{j,k}}, přičemž {\displaystyle |z_{j,k}^{(r)}\rangle \equiv |x_{j}^{(r)}\rangle \otimes |y_{k}^{(r)}\rangle }.
Z ortonormality jednotlivých bází {\displaystyle {\mathcal {X}}_{r}} a {\displaystyle {\mathcal {Y}}_{r}} pro vektory každé z bází {\displaystyle {\mathcal {Z}}_{r}} plyne:
{\displaystyle \langle z_{j,k}^{(r)}|z_{m,n}^{(r)}\rangle =(\langle x_{j}^{(r)}|\otimes \langle y_{k}^{(r)}|)(|x_{m}^{(r)}\rangle \otimes |y_{n}^{(r)}\rangle )=\langle x_{j}^{(r)}|x_{m}^{(r)}\rangle \,\langle y_{k}^{(r)}|y_{n}^{(r)}\rangle =\delta _{jm}\,\delta _{kn}.}
Každá z bází {\displaystyle {\mathcal {Z}}_{r}} je tak bází ortonormální. Dále pro {\displaystyle r\neq s} platí:
{\displaystyle |\langle z_{j,k}^{(r)}|z_{m,n}^{(s)}\rangle |^{2}=|(\langle x_{j}^{(r)}|\otimes \langle y_{k}^{(r)}|)(|x_{m}^{(s)}\rangle \otimes |y_{n}^{(s)}\rangle )|^{2}=|\langle x_{j}^{(r)}|x_{m}^{(s)}\rangle |^{2}\,|\langle y_{k}^{(r)}|y_{n}^{(s)}\rangle |^{2}={\frac {1}{d_{X}}}{\frac {1}{d_{y}}}={\frac {1}{d}},}
kde {\displaystyle d=d_{X}\,d_{Y}} je dimenze prostoru {\displaystyle X\otimes Y}. Báze {\displaystyle {\mathcal {Z}}_{r}} tedy tvoří sadu MUB bází. Právě uvedenou konstrukci lze jednoduše zobecnit na větší počet prostorů.
Protože {\displaystyle m\leq {\textrm {min}}(d_{X},d_{Y})+1}, nelze tímto způsobem vytvořit maximální sadu MUB bází v prostoru {\displaystyle X\otimes Y}. Jedná se však o jednoduchý způsob, jak v tomto prostoru nalézt alespoň nějakou sadu a to ze znalosti MUB bází v menších prostorech {\displaystyle X} a {\displaystyle Y}. 

### Konstrukce pro nekonečné dimenze
Diskuzi pro konstrukci MUB bází v prostorech konečné dimenze lze zobecnit pro případ spojitých nekonečně-rozměrných prostorů. Takovéto prostory mohou fyzikálně odpovídat například poloze částice na přímce. Konstanta {\displaystyle K} v definici MUB bází už nemůže být zjevně rovna {\displaystyle 1/d}, protože nyní {\displaystyle d=+\infty }. Ukazuje se, že hodnota této konstanty závisí na topologii daného prostoru a na konkrétní volbě bází. Tak například pro prostor odpovídající pohybu částice po přímce je tato konstanta odlišná od té pro prostor odpovídající pohybu částice po kružnici.
Pro konkrétnost se zaměřme právě na pohyb částice po přímce, čemuž odpovídá prostor kvadraticky integrabilních funkcí na reálné ose {\displaystyle {\mathcal {L}}^{2}(\mathbb {R} )}. Poloha a hybnost částice pak odpovídá kvantově-mechanickým operátorům {\displaystyle Q} a {\displaystyle P} splňujícím komutační relace {\displaystyle [Q,P]=i\hbar }, které působí na funkce z {\displaystyle {\mathcal {L}}^{2}(\mathbb {R} )}. Vlastní vektory {\displaystyle |q\rangle } a {\displaystyle |p\rangle } těchto operátorů splňují známý vztah:
{\displaystyle \langle q|p\rangle ={\frac {1}{\sqrt {2\pi \hbar }}}\exp \left({\frac {iqp}{\hbar }}\right).}
Tato rovnice je přesně tvaru, který je v sekci "Dvojice MUB bází" obdržen pro překryv vektorů ze dvou MUB bází. Rozdíl v tomto případě je jednak hodnota konstanty {\displaystyle K=1/(2\pi \hbar )}, jednak fakt, že {\displaystyle |q\rangle } a {\displaystyle |p\rangle } jsou přesně vzato zobecněné vlastní vektory normalizované k delta funkci, které neleží v {\displaystyle {\mathcal {L}}^{2}(\mathbb {R} )}. Jak vidno, báze zobecněných vektorů {\displaystyle |q\rangle } a báze zobecněných vektorů {\displaystyle |p\rangle } tvoří sadu dvou MUB bází. Konstrukce sady tří MUB bází je složitější.
Ve stejném prostoru lze sestrojit různé báze charakterizované reálnými čísly {\displaystyle \alpha } a {\displaystyle \beta } tak, že každá báze je složena ze zobecněných vektorů {\displaystyle |\alpha ,\beta ,y\rangle } indexovaných reálným číslem {\displaystyle y}, přičemž jsou tyto normalizovány k delta funkci a platí {\displaystyle \langle \alpha ,\beta ,y|\alpha ,\beta ,y'\rangle =\delta (y-y')}, což odpovídá požadavku na ortonormalitu. Aniž bychom zacházeli do podrobností, zmiňme pouze, že lze tyto báze sestrojit tak, aby platilo:
{\displaystyle |\langle \alpha ,\beta ,y|\alpha ',\beta ',y'\rangle |^{2}={\frac {1}{2\pi |\alpha \beta '-\alpha '\beta |}}.}
Tento vztah je nezávislý na indexech pro konkrétní vektory {\displaystyle y} a {\displaystyle y'}, čímž pádem jsou báze {\displaystyle \{|\alpha ,\beta ,y\rangle \}_{y}} a {\displaystyle \{|\alpha ',\beta ',y\rangle \}_{y}} vůči sobě MUB. Protože čísla {\displaystyle \alpha } a {\displaystyle \beta } mohou nabývat nespočetně mnoha hodnot, máme v prostoru {\displaystyle {\mathcal {L}}^{2}(\mathbb {R} )} nespočetně mnoho párů MUB bází.

## Konstrukce maximálních sad
Jak zmíněno v sekci "Konstrukce pro konečné dimenze", výsadní postavení v prostoru o dimenzi {\displaystyle d} mají sady MUB bází, které sestávají z {\displaystyle d+1} bází. V následujícím jsou podány způsoby, jak lze takové sady explicitně zkonstruovat.
Pro zjednodušení zápisu jsou v této sekci jednotlivé báze a složky vektorů indexovány od nuly a bez újmy na obecnosti je za {\displaystyle d}-tou, tedy poslední, bázi vždy zvolena bázi standardní. Označíme-li si {\displaystyle k}-tý vektor standardní báze symbolem {\displaystyle |x_{k}^{(d)}\rangle \equiv |k\rangle }, je {\displaystyle l}-tá složka tohoto vektoru rovna {\displaystyle (x_{k}^{(d)})_{l}=\delta _{kl}}, kde {\displaystyle \delta _{kl}} je Kroneckerovo delta. Pro vektory dalších MUB bází pak budeme v následujícím užívat konvenci, že {\displaystyle |x_{k}^{(r)}\rangle } je {\displaystyle k}-tý vektor {\displaystyle r}-té báze, jehož {\displaystyle l}-tá souřadnice ve standardní bázi zní {\displaystyle (x_{k}^{(r)})_{l}} a tedy:
{\displaystyle |x_{k}^{(r)}\rangle =\sum _{l=0}^{d-1}(x_{k}^{(r)})_{l}|l\rangle .}
Ukazuje se, že konstrukce použitelné pro mocniny lichých prvočísel nelze uplatnit pro mocniny dvojky coby jediného sudého prvočísla a pro tento případ je nutno použít konstrukce odlišné. Obě dvě konstrukce jsou představeny níže, předtím je nicméně podán přehled konstrukcí pro dimenze, jež jsou rovny prvočíslu, ne jeho mocnině.

### Konstrukce pro prvočíselné dimenze

#### Ivanovičova konstrukce
Ivanovičova konstrukce navazuje na tu zmíněnou v sekci "Dvojice MUB bází", kde poslední báze je ta standardní, první je generována diskrétní Fourierovou transformací a všechny ostatní jsou zkonstruovány podle obecného předpisu vypsaného níže:
{\displaystyle {\begin{aligned}(x_{k}^{(0)})_{l}&={\frac {1}{\sqrt {d}}}\exp {\left({\frac {2\pi i}{d}}kl\right)},\\(x_{k}^{(r)})_{l}&={\frac {1}{\sqrt {d}}}\exp {\left({\frac {2\pi i}{d}}r(k+l-1)^{2}\right)},\quad r\in \{1,\ldots ,d-1\},\\(x_{k}^{(d)})_{l}&=\delta _{kl},\end{aligned}}}
kde {\displaystyle k,l=0,1,\ldots ,d-1}, přičemž {\displaystyle d} je dimenze rovná prvočíslu. Není obtížné ověřit, že takto definované vektory skutečně tvoří ortonormální báze. Pro důkaz, že jsou tyto báze vůči sobě MUB, lze pak využít zobecněné kvadratické Gaussovy sumy.

#### Woottersova-Fieldsova konstrukce
Wootters a Fields zelegantnili Ivanovičovu konstrukci do následující podoby:
{\displaystyle {\begin{aligned}(x_{k}^{(r)})_{l}&={\frac {1}{\sqrt {d}}}\exp {\left({\frac {2\pi i}{d}}(rl^{2}+kl)\right)},\quad r\in \{0,\ldots ,d-1\},\\(x_{k}^{(d)})_{l}&=\delta _{kl}.\end{aligned}}}
Ověřit, že se jedná skutečně o ortonormální báze, jež jsou vzájemně MUB, lze obdobně jako pro Ivanovičovu konstrukci. Tuto konstrukci lze navíc zobecnit pro dimenze, jež jsou rovny mocninám prvočísel, jak je rozebráno v oddílech "Konstrukce pro mocniny dvojky" a "Konstrukce pro mocniny lichého prvočísla".

#### Konstrukce pomocí Pauliho operátorů
Maximální sadu {\displaystyle d+1} MUB bází pro prvočíselnou dimenzi {\displaystyle d} lze též sestrojit jako sadu vlastních bází operátorů následujícího tvaru:
{\displaystyle X,X\cdot Z,X\cdot Z^{2},\ldots ,X\cdot Z^{d-1},Z,}
kde {\displaystyle X} a {\displaystyle Z} jsou {\displaystyle d}-rozměrné Pauliho operátory, definované vztahy
{\displaystyle Z|k\rangle =\omega ^{k}|k\rangle ,\quad X|k\rangle =|k+1\rangle ,}
kde {\displaystyle \omega =\exp \left(2\pi i/d\right)} a kde je součet nutno chápat modulo {\displaystyle d}, to jest {\displaystyle X|d-1\rangle =|0\rangle }. Tento postup lze zobecnit i na dimenze, jež jsou rovny mocninám prvočísel. Lze ukázat, že vlastní vektory operátoru {\displaystyle XZ^{r}} a tedy vektory {\displaystyle r}-té MUB báze jsou tvaru:
{\displaystyle |x_{k}^{(r)}\rangle ={\frac {1}{\sqrt {d}}}\sum _{l=0}^{d-1}(\omega ^{k})^{d-l}(\omega ^{-r})^{s_{l}}|l\rangle ,\quad k=0,\ldots ,d-1}
kde je definováno {\displaystyle s_{l}=l+\ldots +(d-1)}. Platí, že {\displaystyle XZ^{r}|x_{k}^{(r)}\rangle =\omega ^{k}|x_{k}^{(r)}\rangle }.

### Konstrukce pro mocniny dvojky
Pro mocniny dvojky tvaru {\displaystyle d=2^{n}}, kde {\displaystyle n} je jisté přirozené číslo, lze použít následující konstrukci vyvinutou Woottersem a Fieldsem. Pro zjednodušení zápisu je místo indexování pomocí celých čísel od 0 do {\displaystyle d-1} použito indexování pomocí jejich binárních zápisů. A tedy {\displaystyle l}-tá složka {\displaystyle k}-tého vektoru {\displaystyle r}-té báze je indexována pomocí {\displaystyle n}-tic {\displaystyle \mathbf {l} }, {\displaystyle \mathbf {k} } a {\displaystyle \mathbf {r} }, z nichž každá obsahuje binární zápis odpovídajícího indexu. V této reprezentaci lze MUB báze pro dimenzi {\displaystyle d=2^{n}} zvolit jako
{\displaystyle {\begin{aligned}(x_{\mathbf {k} }^{(\mathbf {r} )})_{\mathbf {l} }&={\frac {1}{\sqrt {d}}}(-1)^{\mathbf {k} \cdot \mathbf {l} }\,i^{\mathbf {l} (\mathbf {r} \cdot \mathbf {\alpha } )\mathbf {l} ^{T}},\\(x_{\mathbf {k} }^{(d)})_{\mathbf {l} }&=\delta _{\mathbf {k} \mathbf {l} },\end{aligned}}}
kde {\displaystyle \mathbf {k} }, {\displaystyle \mathbf {l} } a {\displaystyle \mathbf {r} } jsou vektory o {\displaystyle n} složkách nabývajících pouze hodnot 0 a 1, a kde {\displaystyle \mathbf {\alpha } =(\alpha ^{(1)},\ldots ,\alpha ^{(n)})} je {\displaystyle n}-tice symetrických nesingulárních {\displaystyle n\times n} matic {\displaystyle \alpha ^{(m)}}, jejichž složky mohou též nabývat pouze hodnot 0 či 1. Součin {\displaystyle \mathbf {r} \cdot \mathbf {\alpha } } je přitom nutno chápat jako {\displaystyle \mathbf {r} \cdot \mathbf {\alpha } ={\textstyle \sum _{m=1}^{n}}r_{m}\alpha ^{(m)}}. Poznamenejme, že aritmetika čísel v exponentu imaginární jednotky ve vzorci výše je efektivně prováděna modulo 4.

### Konstrukce pro mocniny lichého prvočísla
Níže je podána lehce upravená konstrukce podle Wootterse a Fieldse, která zobecňuje konstrukci ze sekce "Woottersova-Fieldsova konstrukce" a využívá vlastností konečných číselných těles. Číselné těleso o {\displaystyle d} prvcích si označíme {\displaystyle \mathbb {F} _{d}}, kde nyní {\displaystyle d=p^{n}} pro jisté liché prvočíslo {\displaystyle p} a přirozené číslo {\displaystyle n}. Báze lze zvolit následujícím způsobem:
{\displaystyle {\begin{aligned}(x_{k}^{(r)})_{l}&={\frac {1}{\sqrt {d}}}\exp {\left({\frac {2\pi i}{p}}\mathrm {Tr} (k\,l+r\,l^{2})\right)},\quad r\in \{0,\ldots ,d-1\},\\(x_{k}^{(d)})_{l}&=\delta _{kl},\end{aligned}}}
kde {\displaystyle r,k,l\in \mathbb {F} _{d}} a kde {\displaystyle \mathrm {Tr} } je operace stopy ve smyslu číselných těles, která je pro libovolný prvek tělesa {\displaystyle \alpha } definována jako
{\displaystyle \mathrm {Tr} \,\alpha =\alpha +\alpha ^{p}+\alpha ^{p^{2}}+\ldots +\alpha ^{p^{n-1}}.}
Tento vysoce abstraktní zápis lze převést do více explicitní podoby využitím multiindexů. Zcela analogicky jako v sekci "Konstrukce pro mocniny dvojky" můžeme místo celých čísel {\displaystyle r}, {\displaystyle k} a {\displaystyle l} pro indexaci bází, vektorů a jejich složek použít {\displaystyle n}-tice čísel, které představují odpovídající {\displaystyle p}-ární zápis. To jest, místo {\displaystyle r} je použito {\displaystyle n}-tice {\displaystyle \mathbf {r} =(r_{1},r_{2},\ldots ,r_{n})} atd., což například pro {\displaystyle n=2}, {\displaystyle p=3} a {\displaystyle r=5} vede na {\displaystyle \mathbf {r} =(1,2)}. Báze lze posléze volit způsobem:
{\displaystyle {\begin{aligned}(x_{\mathbf {k} }^{(\mathbf {r} )})_{\mathbf {l} }&={\frac {1}{\sqrt {d}}}\exp {\left({\frac {2\pi i}{p}}(\mathbf {k} \cdot \mathbf {l} +\mathbf {l} (\mathbf {r} \cdot \alpha )\mathbf {l} ^{T})\right)},\\(x_{\mathbf {k} }^{(d)})_{\mathbf {l} }&=\delta _{\mathbf {k} \mathbf {l} },\end{aligned}}}
kde {\displaystyle r,k,l\in (\mathbb {F} _{p})^{n}} jsou {\displaystyle n}-složkové multiindexy, jejichž složky leží v {\displaystyle \mathbb {F} _{p}}. Dále, {\displaystyle \mathbf {\alpha } } je {\displaystyle n}-tice symetrických nesingulárních {\displaystyle n\times n} matic s prvky v tělese {\displaystyle \mathbb {F} _{p}} tak, že {\displaystyle \mathbf {\alpha } =(\alpha ^{(1)},\alpha ^{(2)},\ldots ,\alpha ^{(n)})}, přičemž součin {\displaystyle \mathbf {r} \cdot \mathbf {\alpha } } je nutno chápat ve smyslu {\displaystyle \mathbf {r} \cdot \mathbf {\alpha } ={\textstyle \sum _{m=1}^{n}}r_{m}\alpha ^{(m)}} a tento součin musí odpovídat nesingulární matici pro všechny nenulové vektory {\displaystyle \mathbf {r} }, viz poznámku v sekci "Konstrukce pro mocniny dvojky". Aritmetika v exponenciele je prováděna modulo {\displaystyle p}.

## Použití

### Kvantová kryptografie
V kvantových kryptografických protokolech je MUB bází využito pro zajištění neodposlouchávatelnosti přenášených zpráv. Zprávy je nejprve nutno zašifrovat pomocí tajného klíče, který musí být znám jak příjemci tak odesílateli, aniž by jeho hodnotu znala třetí osoba. To lze provést následovně: Původce zprávy, Alice, vygeneruje dlouhý tajný klíč a ten posléze posílá bit po bitu k příjemci, Bobovi. Každý bit je zakódován do kvantové částice, qubitu, jejíž kvantový stav je připraven jako jeden ze stavů buď standardní báze anebo báze k ní MUB. Chce-li Alice poslat bit o hodnotě 0 má dvě možnosti: buď tuto hodnotu zakódovat jako stav {\displaystyle |0\rangle } ve standardní bází, anebo jako stav {\displaystyle |y_{0}\rangle } v MUB bázi. Podobně, hodnotu 1 lze zakódovat buď jako stav {\displaystyle |1\rangle } ve standardní bázi, anebo jako stav {\displaystyle |y_{1}\rangle } v MUB bázi. Po přenosu má Bob opět dvě možnosti, jak dorazivší částici změřit — buď ve standardní bázi anebo v MUB bázi. Bob přitom neví, v jaké bázi Alice připravila posílaný qubit. Bob může svou měřicí bázi zvolit náhodně a tak zhruba v polovině případů se trefí do báze, kterou si zvolila Alice.
Poté, co Bob přijme všechny Alicí vyslané qubity a zaznamená si výsledky všech měření, pošle Alice Bobovi seznam v němž stojí, v jaké bázi připravila své qubity. Tento seznam může Alice Bobovi bez obav poslat, protože znalost báze ještě neříká nic o tom, jaká konkrétní hodnota byla poslána. Bob po přijmutí seznamu vybere jen ty naměřené výsledky, jež byly získány v případech, kdy Bob zrovna zvolit bázi, jež se shodovala s bází Aliciinou. Tyto naměřené výsledky pak tvoří kratší tajný klíč, který je shodný pro Alici a Boba a oba je tak mohou využít pro zařifrování přenášených zpráv. Protože třetí osoba, která by se snažila přenášené qubity klíče odposlouchávat, neví, v jaké bázi byl stav qubitu připraven, musí, podobně jako Bob, volit své měřicí báze náhodně. To ale vede k náhodným výsledkům a navíc je toto narušení zjistitelné Bobem. Lze ukázat, že při použití dodatečných technik je výše uvedená metoda přenosu tajného klíče skutečně bezpečná. První komunikační protokol založený na této myšlence vynalezl Stephen Wiesner a byl posléze rozpracován Charlesem Bennettem a dalšími. Ačkoli byl příklad výše znázorněn pro dvourozměrné stavy, qubity, lze stejnou techniku zobecnit i pro vyšší dimenze.

### Rekonstrukce kvantových stavů
MUB bází lze též užít k rekonstrukci kvantových stavů. Kvantový stav daného fyzikálního systému je matematicky představován maticí hustoty. Provedením různých kvantových měření na velkém statistickém souboru fyzikálních systémů v témže počátečním stavu lze obdržet dostatek informací na to, aby šlo zrekonstruovat tvar odpovídající matice hustoty. Pro jednoznačnou rekonstrukci kvantového stavu je přitom nutno provést alespoň {\displaystyle d+1} různých kvantových měření. Ivanovič ukázal, že {\displaystyle d+1} měření v MUB bázích navíc postačuje pro tuto rekonstrukci. Wootters a Fields dále ukázali, že více než {\displaystyle d+1} MUB v daném prostoru ani být nemůže a že měření pomocí MUB bází je optimální v tom smyslu, že je statistická chyba získané matice hustoty minimální. Měření odpovídající různým MUB bázích jsou v jistém smyslu tak odlišná jak jen mohou být a tak každé nové měření přinese tolik nové informace jak jen to je možné. Rekonstrukce využívající MUB bází tak vyžaduje minimální počet měření.
Ivanovič podal explicitní vzorec umožňující z naměřených dat, získaných měřeními v {\displaystyle d+1} MUB bázích, zrekonstruovat původní matici hustoty. Je-li {\displaystyle \rho ^{(r)}} stav systému po provedeném neselektivním kvantovém měření v {\displaystyle r}-té MUB bázi, je operátor hustoty {\displaystyle \rho } původního stavu roven:
{\displaystyle \rho =\sum _{r=0}^{d}\rho ^{(r)}-\mathbb {I} }
kde {\displaystyle \mathbb {I} } je identické zobrazení. Operátory {\displaystyle \rho ^{(r)}} jsou přitom tvaru {\displaystyle \rho ^{(r)}={\textstyle \sum _{k=0}^{d-1}}p_{k}^{(r)}P_{k}^{(r)}}, kde {\displaystyle p_{k}^{(r)}} jsou pravděpodobnosti naměření výsledku odpovídajícímu projektoru {\displaystyle P_{k}^{(r)}} a tento projektor zase odpovídá naměření {\displaystyle k}-tého vektoru v {\displaystyle r}-té MUB bázi, to jest {\displaystyle P_{k}^{(r)}=|x_{k}^{(r)}\rangle \langle x_{k}^{(r)}|}.

### Nekompatibilita a relace neurčitosti
Projektivní kvantové měření lze zadat buď pomocí sady měřicích projektorů a jim přidružených číselných hodnot, anebo ekvivalentně pomocí pozorovatelné. Vztah těchto dvou přístupů je přitom takový, že vlastní vektor pozorovatelné definuje projektor a odpovídající vlastní číslo pak definuje výslednou naměřenou hodnotu. Často je důležitý pouze výsledný stav a vlastní čísla tak nehrají velkou roli. Navíc lze z vlastních vektorů sestrojit ortonormální bázi. Tato ekvivalence umožňuje pro jistou bázi definovat pozorovatelnou. Jak je zmíněno v úvodu, je-li kvantový stav fyzikálního systému zadán pomocí vektoru jedné MUB báze, nepřináší měření tohoto systému v druhé MUB bázi žádnou novou informaci. Nechť první MUB bázi odpovídá pozorovatelná {\displaystyle A} a druhé MUB bázi pozorovatelná {\displaystyle B}. Uvažme nyní systém v obecném kvantovém stavu {\displaystyle \rho } a vystavme tento systém měření v první MUB bázi. Měřením dojde k projekci původního stavu do jednoho ze stavů báze. Tím pádem je zcela určena hodnota pozorovatelné {\displaystyle A}. Následné měření ve druhé MUB bázi poté vrátí zcela náhodný výsledek a hodnota pozorovatelné {\displaystyle B} je tedy nanejvýš nejednoznačná.
Nastává tak situace, jež se objevuje v diskuzi o relacích neurčitosti, kde přesná znalost jedné veličiny znemožňuje přesně určit nějakou jinou veličinu, jež je s tou první nekompatibilní. Matematicky lze tuto situaci vyjádřit vzorcem
{\displaystyle \Delta _{\psi }A\,\Delta _{\psi }B\geq {\frac {1}{2}}|\langle \psi |[A,B]|\psi \rangle |,}
kde {\displaystyle [A,B]} je komutátor operátorů {\displaystyle A} a {\displaystyle B} a kde {\displaystyle \Delta _{\psi }A={\sqrt {\langle \psi |A^{2}|\psi \rangle -\langle \psi |A|\psi \rangle ^{2}}}} je směrodatná odchylka měření pozorovatelné {\displaystyle A} v čistém stavu {\displaystyle |\psi \rangle } (a podobně pro {\displaystyle B}). Komutátor, a tedy jak moc pozorovatelné {\displaystyle A} a {\displaystyle B} komutují, udává spodní mez, pod níž se součin směrodatných odchylek měření {\displaystyle A} a {\displaystyle B} nemůže dostat. Nenulovost tohoto komutátoru je tak matematickým zachycením toho, že jsou odpovídající operátory nekompatibilní. Lze ukázat, že pozorovatelné odpovídající MUB bázím jsou maximálně nekompatibilní.. Lze-li předpovědět s jistotou výsledek jednoho takového měření, pak všechny ostatní výsledky jakékoholi dalšího MUB měření jsou stejně možné. Ačkoli jsou obyčejně relace neurčitosti vyjádřeny pomocí směrodatných odchylek měření, lze odvodit i obecnější vztahy využívající entropie. Ukazuje se přitom, že dvojice pozorovatelných zadaných MUB bázemi vykazují nejvyšší možnou neurčitost.

### Ostatní
MUB báze hrají důležitou roli při řešení tak zvaného "problému zlého krále" (anglicky Mean King's Problem), při kterém je Alice zlým králem úkolována, aby pomocí vhodně zvoleného počátečního kvantového stavu a konečného měření s jistotou určila hodnotu, kterou královí muži na kvantovém stavu naměřili. Konstrukce MUB bází též souvisí s konstrukcí latinských čtverců. Ortogonální latinské čtverce lze použít pro konstrukci maximální sady MUB bází v daném prostoru.
Problém nalezení MUB bází pro danou dimenzi {\displaystyle d} se do jisté míry podobá problému nalezení SIC POVM operátorů pro tutéž dimenzi. SIC POVM operátory tvoří sadu měřicích operátorů, které vykazují specifický druh symetrie. Přesněji řečeno, jedná se o operátory tvaru {\displaystyle F_{i}=(1/d)P_{i}}, kde {\displaystyle P_{i}} představují množinu {\displaystyle d^{2}} jednorozměrných projektorů splňující podmínku:
{\displaystyle \mathrm {Tr} (P_{i}P_{j})={\frac {d\delta _{ij}+1}{d+1}},}
kde {\displaystyle \delta _{ij}} je Kroneckerovo delta. (Porovnejte tento vzorec s obdobným vzorcem pro MUB báze v sekci "Maticové vyjádření".) Ačkoli není obecné řešení ani v jejich případě známé, podařilo se dosud nalézt explicitní konstrukce takovýchto operátorů pro všechny dimenze přinejmenším až do čísla 151. Jejich konstrukce nicméně není ekvivalentní konstrukci MUB bází a tak třeba pro dimenzi {\displaystyle d=6} se zdá, že neexistují více než tři MUB báze, ačkoli v této dimenzi existuje celá sada SIC POVM operátorů.

## Báze pro vyšší dimenze
V následujícím jsou explicitně rozvedeny příklady MUB bází pro dimenze {\displaystyle d=3} až {\displaystyle d=5}. Všechny tyto dimenze lze číselně vyjádřit jako celočíselné mocniny prvočísla a lze pro ně tedy zkonstruovat MUB báze způsobem podaným výše. Každé dimenzi odpovídá jedna tabulka, přičemž každý sloupec tabulky představuje jednu bázi, jejíž vektory se nacházejí na jednotlivých řádcích. Ačkoli je níže použita braketová notace, lze tytéž bazické vektory snadno vyjádřit v souřadnicích, vypíšou-li se jednotlivé koeficienty jako n-tice čísel. Podotkněme, že v následujících tabulkách je použita jiná konvence pro indexy bází a jejích vektorů než jak tomu je v sekcích výše: standardní báze jsou zmíněny na začátku a indexování začíná, kromě čísel v samotných ketech, jedničkou.

### Trojrozměrný prostor
Číslo tři je nejnižším lichým prvočíslem a lze na něj tedy uplatnit postup představený v oddíle "Konstrukce pro prvočíselné dimenze" výše. Výsledkem je následující tabulka, kde je pro lepší čitelnost položeno {\displaystyle \omega =\exp(2\pi i/3)}. Poznamenejme, že výsledný tvar vektorů je lehce upraven oproti dané metodě tím, že je využito vztahu {\displaystyle \omega ^{3}=1}.
|          | Báze 1                                            | Báze 2 | Báze 3 | Báze 4 |
| -------- | ------------------------------------------------- | --- | --- | --- |
| Vektor 1 | {\displaystyle \|x_{1}^{(1)}\rangle =\|0\rangle } | {\displaystyle \|x_{1}^{(2)}\rangle ={\frac {1}{\sqrt {3}}}(\|0\rangle +\|1\rangle +\|2\rangle )}                   | {\displaystyle \|x_{1}^{(3)}\rangle ={\frac {1}{\sqrt {3}}}(\omega \|0\rangle +\omega \|1\rangle +\|2\rangle )} | {\displaystyle \|x_{1}^{(4)}\rangle ={\frac {1}{\sqrt {3}}}(\omega ^{2}\|0\rangle +\omega ^{2}\|1\rangle +\|2\rangle )} |
| Vektor 2 | {\displaystyle \|x_{2}^{(1)}\rangle =\|1\rangle } | {\displaystyle \|x_{2}^{(2)}\rangle ={\frac {1}{\sqrt {3}}}(\|0\rangle +\omega \|1\rangle +\omega ^{2}\|2\rangle )} | {\displaystyle \|x_{2}^{(3)}\rangle ={\frac {1}{\sqrt {3}}}(\omega \|0\rangle +\|1\rangle +\omega \|2\rangle )} | {\displaystyle \|x_{2}^{(4)}\rangle ={\frac {1}{\sqrt {3}}}(\omega ^{2}\|0\rangle +\|1\rangle +\omega ^{2}\|2\rangle )} |
| Vektor 3 | {\displaystyle \|x_{3}^{(1)}\rangle =\|2\rangle } | {\displaystyle \|x_{3}^{(2)}\rangle ={\frac {1}{\sqrt {3}}}(\|0\rangle +\omega ^{2}\|1\rangle +\omega \|2\rangle )} | {\displaystyle \|x_{3}^{(3)}\rangle ={\frac {1}{\sqrt {3}}}(\|0\rangle +\omega \|1\rangle +\omega \|2\rangle )} | {\displaystyle \|x_{3}^{(4)}\rangle ={\frac {1}{\sqrt {3}}}(\|0\rangle +\omega ^{2}\|1\rangle +\omega ^{2}\|2\rangle )} |

### Čtyřrozměrný prostor
Číslo čtyři je celočíselná mocnina dvojky a lze na něj tedy uplatnit postup představený v oddíle "Konstrukce pro mocniny dvojky". Báze níže jsou nicméně zkonstruovány pomocí přístupu založeného na Pauliho operátorech.
|          | Báze 1                                            | Báze 2                                                                                                | Báze 3                                                                                                  | Báze 4                                                                                                  | Báze 5                                                                                                  |
| -------- | ------------------------------------------------- | --- | --- | --- | --- |
| Vektor 1 | {\displaystyle \|x_{1}^{(1)}\rangle =\|0\rangle } | {\displaystyle \|x_{1}^{(2)}\rangle ={\frac {1}{2}}(\|0\rangle +\|1\rangle +\|2\rangle +\|3\rangle )} | {\displaystyle \|x_{1}^{(3)}\rangle ={\frac {1}{2}}(\|0\rangle +i\|1\rangle +i\|2\rangle -\|3\rangle )} | {\displaystyle \|x_{1}^{(4)}\rangle ={\frac {1}{2}}(\|0\rangle +\|1\rangle -i\|2\rangle +i\|3\rangle )} | {\displaystyle \|x_{1}^{(5)}\rangle ={\frac {1}{2}}(\|0\rangle -i\|1\rangle +\|2\rangle +i\|3\rangle )} |
| Vektor 2 | {\displaystyle \|x_{2}^{(1)}\rangle =\|1\rangle } | {\displaystyle \|x_{2}^{(2)}\rangle ={\frac {1}{2}}(\|0\rangle -\|1\rangle -\|2\rangle +\|3\rangle )} | {\displaystyle \|x_{2}^{(3)}\rangle ={\frac {1}{2}}(\|0\rangle -i\|1\rangle -i\|2\rangle -\|3\rangle )} | {\displaystyle \|x_{2}^{(4)}\rangle ={\frac {1}{2}}(\|0\rangle -\|1\rangle +i\|2\rangle +i\|3\rangle )} | {\displaystyle \|x_{2}^{(5)}\rangle ={\frac {1}{2}}(\|0\rangle +i\|1\rangle -\|2\rangle +i\|3\rangle )} |
| Vektor 3 | {\displaystyle \|x_{3}^{(1)}\rangle =\|2\rangle } | {\displaystyle \|x_{3}^{(2)}\rangle ={\frac {1}{2}}(\|0\rangle +\|1\rangle -\|2\rangle -\|3\rangle )} | {\displaystyle \|x_{3}^{(3)}\rangle ={\frac {1}{2}}(\|0\rangle +i\|1\rangle -i\|2\rangle +\|3\rangle )} | {\displaystyle \|x_{3}^{(4)}\rangle ={\frac {1}{2}}(\|0\rangle +\|1\rangle +i\|2\rangle -i\|3\rangle )} | {\displaystyle \|x_{3}^{(5)}\rangle ={\frac {1}{2}}(\|0\rangle +i\|1\rangle +\|2\rangle -i\|3\rangle )} |
| Vektor 4 | {\displaystyle \|x_{4}^{(1)}\rangle =\|3\rangle } | {\displaystyle \|x_{4}^{(2)}\rangle ={\frac {1}{2}}(\|0\rangle -\|1\rangle +\|2\rangle -\|3\rangle )} | {\displaystyle \|x_{4}^{(3)}\rangle ={\frac {1}{2}}(\|0\rangle -i\|1\rangle +i\|2\rangle +\|3\rangle )} | {\displaystyle \|x_{4}^{(4)}\rangle ={\frac {1}{2}}(\|0\rangle -\|1\rangle -i\|2\rangle -i\|3\rangle )} | {\displaystyle \|x_{4}^{(5)}\rangle ={\frac {1}{2}}(\|0\rangle -i\|1\rangle -\|2\rangle -i\|3\rangle )} |

### Pětirozměrný prostor
Výčet příkladů uzavřeme dimenzí rovnou číslu pět, kde nyní {\displaystyle \omega =\exp(2\pi i/5)}, přičemž jsou vzorce zjednodušeny využitím vztahu {\displaystyle \omega ^{5}=1}.
|          | Báze 1                                            | Báze 2 | Báze 3 |
| -------- | ------------------------------------------------- | --- | --- |
| Vektor 1 | {\displaystyle \|x_{1}^{(1)}\rangle =\|0\rangle } | {\displaystyle \|x_{1}^{(2)}\rangle ={\frac {1}{\sqrt {5}}}(\|0\rangle +\|1\rangle +\|2\rangle +\|3\rangle +\|4\rangle )}                                         | {\displaystyle \|x_{1}^{(3)}\rangle ={\frac {1}{\sqrt {5}}}(\omega ^{}\|0\rangle +\omega ^{4}\|1\rangle +\omega ^{4}\|2\rangle +\omega ^{}\|3\rangle +\|4\rangle )} |
| Vektor 2 | {\displaystyle \|x_{2}^{(1)}\rangle =\|1\rangle } | {\displaystyle \|x_{2}^{(2)}\rangle ={\frac {1}{\sqrt {5}}}(\|0\rangle +\omega \|1\rangle +\omega ^{2}\|2\rangle +\omega ^{3}\|3\rangle +\omega ^{4}\|4\rangle )} | {\displaystyle \|x_{2}^{(3)}\rangle ={\frac {1}{\sqrt {5}}}(\omega ^{4}\|0\rangle +\omega ^{4}\|1\rangle +\omega ^{}\|2\rangle +\|3\rangle +\omega ^{}\|4\rangle )} |
| Vektor 3 | {\displaystyle \|x_{3}^{(1)}\rangle =\|2\rangle } | {\displaystyle \|x_{3}^{(2)}\rangle ={\frac {1}{\sqrt {5}}}(\|0\rangle +\omega ^{2}\|1\rangle +\omega ^{4}\|2\rangle +\omega \|3\rangle +\omega ^{3}\|4\rangle )} | {\displaystyle \|x_{3}^{(3)}\rangle ={\frac {1}{\sqrt {5}}}(\omega ^{4}\|0\rangle +\omega ^{}\|1\rangle +\|2\rangle +\omega ^{}\|3\rangle +\omega ^{4}\|4\rangle )} |
| Vektor 4 | {\displaystyle \|x_{4}^{(1)}\rangle =\|3\rangle } | {\displaystyle \|x_{4}^{(2)}\rangle ={\frac {1}{\sqrt {5}}}(\|0\rangle +\omega ^{3}\|1\rangle +\omega \|2\rangle +\omega ^{4}\|3\rangle +\omega ^{2}\|4\rangle )} | {\displaystyle \|x_{4}^{(3)}\rangle ={\frac {1}{\sqrt {5}}}(\omega ^{}\|0\rangle +\|1\rangle +\omega ^{}\|2\rangle +\omega ^{4}\|3\rangle +\omega ^{4}\|4\rangle )} |
| Vektor 5 | {\displaystyle \|x_{5}^{(1)}\rangle =\|4\rangle } | {\displaystyle \|x_{5}^{(2)}\rangle ={\frac {1}{\sqrt {5}}}(\|0\rangle +\omega ^{4}\|1\rangle +\omega ^{3}\|2\rangle +\omega ^{2}\|3\rangle +\omega \|4\rangle )} | {\displaystyle \|x_{5}^{(3)}\rangle ={\frac {1}{\sqrt {5}}}(\|0\rangle +\omega ^{}\|1\rangle +\omega ^{4}\|2\rangle +\omega ^{4}\|3\rangle +\omega ^{}\|4\rangle )} |

|          | Báze 4 | Báze 5 | Báze 6 |
| -------- | --- | --- | --- |
| Vektor 1 | {\displaystyle \|x_{1}^{(4)}\rangle ={\frac {1}{\sqrt {5}}}(\omega ^{2}\|0\rangle +\omega ^{3}\|1\rangle +\omega ^{3}\|2\rangle +\omega ^{2}\|3\rangle +\|4\rangle )} | {\displaystyle \|x_{1}^{(5)}\rangle ={\frac {1}{\sqrt {5}}}(\omega ^{3}\|0\rangle +\omega ^{2}\|1\rangle +\omega ^{2}\|2\rangle +\omega ^{3}\|3\rangle +\|4\rangle )} | {\displaystyle \|x_{1}^{(6)}\rangle ={\frac {1}{\sqrt {5}}}(\omega ^{4}\|0\rangle +\omega ^{}\|1\rangle +\omega ^{}\|2\rangle +\omega ^{4}\|3\rangle +\|4\rangle )} |
| Vektor 2 | {\displaystyle \|x_{2}^{(4)}\rangle ={\frac {1}{\sqrt {5}}}(\omega ^{3}\|0\rangle +\omega ^{3}\|1\rangle +\omega ^{2}\|2\rangle +\|3\rangle +\omega ^{2}\|4\rangle )} | {\displaystyle \|x_{2}^{(5)}\rangle ={\frac {1}{\sqrt {5}}}(\omega ^{2}\|0\rangle +\omega ^{2}\|1\rangle +\omega ^{3}\|2\rangle +\|3\rangle +\omega ^{3}\|4\rangle )} | {\displaystyle \|x_{2}^{(6)}\rangle ={\frac {1}{\sqrt {5}}}(\omega ^{}\|0\rangle +\omega ^{}\|1\rangle +\omega ^{4}\|2\rangle +\|3\rangle +\omega ^{4}\|4\rangle )} |
| Vektor 3 | {\displaystyle \|x_{3}^{(4)}\rangle ={\frac {1}{\sqrt {5}}}(\omega ^{3}\|0\rangle +\omega ^{2}\|1\rangle +\|2\rangle +\omega ^{2}\|3\rangle +\omega ^{3}\|4\rangle )} | {\displaystyle \|x_{3}^{(5)}\rangle ={\frac {1}{\sqrt {5}}}(\omega ^{2}\|0\rangle +\omega ^{3}\|1\rangle +\|2\rangle +\omega ^{3}\|3\rangle +\omega ^{2}\|4\rangle )} | {\displaystyle \|x_{3}^{(6)}\rangle ={\frac {1}{\sqrt {5}}}(\omega ^{}\|0\rangle +\omega ^{4}\|1\rangle +\|2\rangle +\omega ^{4}\|3\rangle +\omega ^{}\|4\rangle )} |
| Vektor 4 | {\displaystyle \|x_{4}^{(4)}\rangle ={\frac {1}{\sqrt {5}}}(\omega ^{2}\|0\rangle +\|1\rangle +\omega ^{2}\|2\rangle +\omega ^{3}\|3\rangle +\omega ^{3}\|4\rangle )} | {\displaystyle \|x_{4}^{(5)}\rangle ={\frac {1}{\sqrt {5}}}(\omega ^{3}\|0\rangle +\|1\rangle +\omega ^{3}\|2\rangle +\omega ^{2}\|3\rangle +\omega ^{2}\|4\rangle )} | {\displaystyle \|x_{4}^{(6)}\rangle ={\frac {1}{\sqrt {5}}}(\omega ^{4}\|0\rangle +\|1\rangle +\omega ^{4}\|2\rangle +\omega ^{}\|3\rangle +\omega ^{}\|4\rangle )} |
| Vektor 5 | {\displaystyle \|x_{5}^{(4)}\rangle ={\frac {1}{\sqrt {5}}}(\|0\rangle +\omega ^{2}\|1\rangle +\omega ^{3}\|2\rangle +\omega ^{3}\|3\rangle +\omega ^{2}\|4\rangle )} | {\displaystyle \|x_{5}^{(5)}\rangle ={\frac {1}{\sqrt {5}}}(\|0\rangle +\omega ^{3}\|1\rangle +\omega ^{2}\|2\rangle +\omega ^{2}\|3\rangle +\omega ^{3}\|4\rangle )} | {\displaystyle \|x_{5}^{(6)}\rangle ={\frac {1}{\sqrt {5}}}(\|0\rangle +\omega ^{4}\|1\rangle +\omega ^{}\|2\rangle +\omega ^{}\|3\rangle +\omega ^{4}\|4\rangle )} |